# Jean-Marie Brohm
Pour les articles homonymes, voir Brohm.
Jean-Marie Brohm est un sociologue et philosophe français, né le 14 décembre 1940 à Mulhouse. Il est principalement connu pour ses travaux fondateurs sur la sociologie du sport. Il est aussi critique musical, spécialiste des questions d'interprétation musicale.

## Biographie
Élève à l'école normale supérieure d'éducation physique de 1960 à 1963, il est reçu au CAPEPS et exerce au lycée Condorcet le métier de professeur d'éducation physique et sportive.
Après avoir passé une thèse d'État en 1977, il quitte le lycée en 1988 pour devenir professeur à l'université des sciences de l'homme de Caen dans le département des sciences de l'éducation, puis plus tard, professeur de sociologie à l'université Montpellier-III.
Il a été le fondateur et l'animateur de la revue Quel Corps ? (1975-1997), membre du comité de rédaction du mensuel musical Répertoire et est actuellement directeur de publication de la revue de sociologie Prétentaine. Il est l'auteur de plusieurs dizaines d'ouvrages, notamment sur la sociologie critique du sport. Influencé par le trotskysme et sa théorie de la révolution permanente, et le situationnisme, sa théorie critique, plutôt issue des milieux libertaires et développée dans les années 1970, est remise en cause par des universitaires et historiens comme Catherine Louveau, Christian Pociello ou Georges Vigarello qui reproche le caractère fasciste qu'attribue Brohm au sport.

## Travaux

### La théorie critique du sport
Pour Brohm, la « […] théorie critique du sport est fondée sur trois axes principaux :
1) Le sport n'est pas simplement du sport, c'est un moyen de gouvernement, un moyen de pression vis-à-vis de l'opinion publique et une manière d'encadrement idéologique des populations et d'une partie de la jeunesse, et ceci dans tous les pays du monde, dans les pays totalitaires comme dans les pays dits démocratiques. On a pu s'en apercevoir au cours de ces grands évènements politiques qu'ont constitué les jeux olympiques de Moscou, les championnats du monde de football en Argentine et, plus récemment, en France ;
2) Le sport est devenu un secteur d'accumulation de richesse, d'argent, et donc de capital. Le sport draine des sommes considérables, je dirais même, qu'aujourd'hui, c'est la vitrine la plus spectaculaire de la société marchande mondialisée. Le sport est devenu une marchandise-clé de cette société ;
3) Dernier point, l'aspect proprement idéologique. Le sport constitue un corps politique, un lieu d'investissement idéologique sur les gestes, les mouvements. On le voit par exemple pour les sports de combat. C'est aussi une valorisation idéologique de l'effort à travers l'ascèse, l'entraînement, le renoncement, le sportif étant présenté comme un modèle idéologique. Par ailleurs, le sport institue un ordre corporel fondé sur la gestion des pulsions sexuelles, des pulsions agressives, dans la mesure où, paraît-il, le sport serait un apaiseur social, un intégrateur social, réduirait la violence, permettrait la fraternité, tout ce discours qui me semble un fatras invraisemblable d'illusions et de mystifications. Nous avons donc radiographié le sport à partir de ses trois angles : politique, économique, idéologique. »
Cette théorie sur le sport comme spectacle et aliénation est proche de la critique de celle de la société du spectacle abordée par Guy Debord. Elle se poursuit tout au long de la réflexion de Jean-Marie Brohm. En 2013, il précise encore : « La saturation de l’espace public par le spectacle sportif atteint aujourd’hui des proportions démesurées. Contenu idéologique dominant, souvent exclusif même, des grands médias, des commentaires politiques, des ragots journalistiques, des conversations quotidiennes (y compris chez les intellectuels dits de gauche), le spectacle sportif apparaît comme une propagande ininterrompue pour la brutalité, l’abrutissement, la vulgarité, la régression intellectuelle et pour finir l’infantilisation des « foules solitaires » pour paraphraser l’ouvrage classique de David Riesman ».

### Les débuts de la critique radicale du sport
Malgré quelques remarques des avant-coureurs[pas clair] et deux articles antérieurs de Brohm, c’est en 1968 avec le numéro 43 (« Sport, culture et répression ») de la revue Partisans que débute vraiment la critique radicale du sport.
« Il fallait se décider à présenter un jour une étude critique, révolutionnaire du sport, des loisirs physiques et de la culture du corps en régime capitaliste. Les événements révolutionnaires de Mai nous en ont donné la possibilité et l’occasion […]. »
Dans son texte « La civilisation du corps : sublimation et désublimation » Brohm analyse la civilisation capitaliste du corps. Celle-ci, après une longue hostilité, semble enfin affirmer le corps; mais selon Brohm il s’agit là d’un leurre. » Le capitalisme, en vendant « la consommation du bonheur physique » ne change rien à la misère réelle du corps de la majorité des gens.  « Loin de satisfaire ses besoins, l’individu en consommant satisfait les besoins du système. C’est cette conjonction entre les nécessités capitalistes de la consommation manipulée (impulsée par la publicité) et le processus de contrôle et de manipulation des pulsions et des besoins qui explique à notre avis la profondeur et l’intensité de la consommation désublimante répressive. Si le corps est omniprésent dans la culture de masse, c’est parce que celle-ci permet de canaliser socialement, au profit de l’appareil, le retour des pulsions refoulées. »
Les textes de Brohm et ses camarades analysaient le sport et l’éducation sportive et leur instrumentalisation politique par les régimes gaulliste et stalinien. Ils rencontrèrent une forte opposition comme l'avait pronostiqué leurs auteurs :
« […] les textes parus dans ce numéro […] font l’effet d’une bombe dans les milieux sportifs et les milieux EPS. Le sport et l’EPS qui jusque-là, n’étaient perçus qu’en termes de valeurs positives, brutalement, vont être contestés dans leurs fondements et dans leur rôle même. En retour, les résistances des deux champs seront toutes aussi violentes. »
La critique militante et théorique du sport restera inséparable d’une réflexion politique, sociologique et anthropologique sur le corps et c’est ainsi que se définit aussi le programme de la revue Quel corps ? (1975-1997) à laquelle collabore (entre autres) Louis-Vincent Thomas.

## Réception critique
Pour Guy Bruit, Les Meutes sportives (1993) est à la fois un livre théorique et polémique. Le sport est principalement analysé comme une institution capitalistique qui s'est forgée en « appareil idéologique » et qui permet notamment de servir d'instrument d'intégration des « exploités ». L'ouvrage est celui d'un « militant » qui dit « d'où il parle », ce qui ne constitue pas un obstacle, selon l'auteur, à faire œuvre de science. Affaire d'argent, le sport est pour Brohm tout à la fois une idéologie et un instrument de domination politique.